# Мифодизайн
Мифодизайн — это деятельность по конструированию новой реальности с целью повлиять на человека.

## История термина
Изначально термин «мифодизайн» использовался в значении «закрытый метод политики, сформированный в Америке в 60-х годах». Однако мифодизайн в том виде, в котором он существует сейчас, был определен А. В. Ульяновским в 1992 году. Идея о создании такого термина, по словам самого Ульяновского, появилась во многом благодаря трудам Ролана Барта, который в своих произведениях размышлял о сущности мифа.
Сейчас мифодизайн широко применяется во многих сферах жизни человека.

## Области применения
На современном этапе начинает выделяться несколько видов мифодизайна, которые можно применять в различных сферах:
- Мифодизайн управления представляет собой созданную систему каких-либо представлений, помогающих решать большое количество вопросов и управлять.[2]
- Мифодизайн в сфере образования представляет собой изменение базовых ценностей и установок в системе современного образования.[3]
- Мифодизайн в политике представляет собой создание мифов в политической сфере жизни общества.
- Мифодизайн в рекламе — наиболее актуальный сейчас вид мифодизайна по причине развития СМИ.

## Принципы формирования продукта мифодизайна
- Принцип планомерного, но импульсного характера воздействия: чтобы придать смысл мифу и добиться того, чтобы ему верили, необходимы постоянные действия по его поддержанию.
- Принцип чувствительности к социальной цене и последствиям — миф должен быть правдоподобным и не слишком сильно менять сложившиеся устои, иначе он может привести к социальным потрясениям и не возыметь нужного эффекта.
- Принцип минимизирования по ресурсам — для создания удачного мифа не нужен большой бюджет, наоборот, малобюджетность эффективна.
- Принцип неприменимости насилия как составляющей продуктов технологических циклов — люди менее склонны верить социальным мифам, обладающим элементами насилия.
- Принцип моделируемости — бессмысленно создавать полную модель социального мифа, эффективны лишь его отдельные грани.
- Модели мифодизайна представляют собой упрощение социального мифа в целом и применимы к его отдельным смысловым граням в границах исходных допущений; создание полной пространственной и временной модели социального мифа бессмысленно и невозможно.
- Принцип отказа от проектных целей, соразмерных благу всех, всегда, масштабу страны — социальный миф не может быть услышан всеми относящимися к нему людьми и создать стопроцентную лояльность, поэтому не надо пытаться растянуть его применение на больший объем людей.
- Принцип отказа от ориентации на непрерывное счастье живущих в мифе — миф не обязательно должен быть целиком посвящен счастью и успеху; определенная доля страданий лишь скрасит его (особенно для российского населения).
- Принцип применения риторики — нужно использовать приемы, способствующие распространению информации.
- Принцип использования эмоционально и чувственно насыщенных областей — для достижения наибольшей эффективности социального мифа должны затрагиваться эмоции его потребителя.[4]

## Мифодизайн в PR
В настоящее время термин «мифодизайн» особенно широко используется в сфере рекламы, PR и брендинга. Для продвижения какого-либо товара или услуги возникает необходимость в создании истории, мифа о товаре и услуге для того, чтобы создать в глазах потребителя положительный образ. Важной частью продвижения товара является создание бренда. Бренд же в свою очередь — социальный миф, который создается с целью убедить потребителя, каким прекрасным является предлагаемый товар, что его необходимо купить. При этом потребителю предлагают купить не товар или услугу, а симулякр, миф о чем-либо.

## Примеры мифа

##### МифNespressoо роскошной жизни
Компания по производству кофемашин и кофе Nespresso стремится продвинуть свой бренд, используя миф о роскошной жизни. Для своих реклам компания нанимает всемирно известных актеров — Джорджа Клуни, Джона Малковича, Дэнни ДеВито, Мэтта Деймона, которые выглядят непринужденно, спокойно и своим видом практически показывают, что каждый, кто будет пользоваться Nespresso, сможет вести такую же шикарную жизнь.

##### Миф о заговоре против России
В настоящее время в России широко распространено мнение, что все остальные страны — враги России, Россия — единственная страна, придерживающаяся правильных принципов, и т. д. Убедительных доказательств этого нет, но точка зрения продвигается во многих медиа. Приводятся в пример исторические факты, когда западные страны выступали в качестве агрессоров (польско-литовская интервенция в Смутное время, война 1812 года, Крымская война, Великая Отечественная война), а вся остальная история не принимается во внимание.

## Обсуждения
Хотя изначально термин «мифодизайн» использовался исключительно в политической сфере, в настоящее время существует мнение, что в политических целях мифодизайн не работает.
Кроме того, термин «мифодизайн» был введен в оборот в России, и нет уверенности, что тот же механизм будет действовать и в западных странах. Если же говорить об азиатских или африканских странах, то для них будут больше применимы не социальные мифы (с которыми собственно и работает мифодизайн), а классические.
Тем не менее не стоит забывать, что разработанный для российского населения, мифодизайн будет наиболее эффективно действовать именно для российского населения и требовать минимальную социальную цену.